# Свобода, Борис Алексеевич
Борис Алексеевич Свобода (8 июня 1891; Одесса, Российская империя — 23 августа 1963; Москва, РСФСР, СССР) — советский актёр театра и кино.
По некоторым данным приписывается имя Богумил.

## Биография
Родился 8 июня 1891 года в Одессе.
Учился в Школе малого театра с 1908 года по 1910 год. Во времена Великой Отечественной войны служил в рядах Красной армии. Много находился на различных театральных сценах и в разных театрах. В кинематографии начал сниматься с 1939 года, сыграв первую роль Тривош в фильме «Ошибка инженера Кочина». Последняя работа вышла в 1957 году в фильме «Лично известен», где мужчина сыграл роль Вадима Аркадьевича Марципанова.
Ушёл из жизни 23 августа 1963 года в Москве. Похоронен на Ваганьковском кладбище города Москвы, участок 13.

## Фильмография
- 1939 — Ошибка инженера Кочина — Тривош
- 1940 — Весенний поток — Трофим Антонович Салтанов
- 1944 — Поединок — немецкий генерал
- 1944 — Человек № 217 — немецкий офицер
- 1947 — Весна — участие
- 1948 — Мичурин — начальник департамента
- 1949 — Сталинградская битва — Йодль
- 1949 — Встреча на Эльбе — Гуго Фишер
- 1951 — Пржевальский — посол
- 1953 — Корабли штурмуют бастионы — офицер
- 1955 — Костёр бессмертия — профессор
- 1956 — Убийство на улице Данте — гость на свадьбе лавочника
- 1957 — Лично известен — полковник Вадим Аркадьевич Марципанов

## Издательства
- Александр Жаренов. Братство фронтовое. — Московский рабочий, 1982. — 232 с.

## Звания и награды
- Георгиевский крест IV степени
- Медаль «За оборону Москвы»
- Медаль «За победу над Германией в Великой Отечественной войне 1941—1945 гг.»